# Мороховец, Алексей Николаевич
Алексей Николаевич Мороховец (30 января 1980 — 26 октября 1999) — командир отделения 506-го гвардейского Познанского Краснознамённого, ордена Суворова мотострелкового полка 27-й гвардейской мотострелковой дивизии Приволжского военного округа, гвардии младший сержант. Герой Российской Федерации (2000, посмертно).

## Биография
Алексей Мороховец родился 30 января 1980 года в селе Прасковея, Будённовского района, Ставропольского края. Окончил среднюю общеобразовательную школу № 11 в родном селе, после чего получил специальность «газоэлектросварщик» и полгода работал в ЗАО «Прасковейское».
В 1998 году Мороховец был призван в ряды Вооружённых сил РФ. Проходил службу городе Новочеркасске (Ростовская область) и в посёлке Тоцком (Оренбургская область). Принимал участие в контртеррористических операциях в Дагестане и в боевых операциях по уничтожению бандитских формирований на территории Чечни.
В ночь с 25 на 26 октября 1999 года в составе 3-го мотострелкового взвода Мороховец выполнял боевую задачу по взятию опорного пункта боевиков на одной из высот Терского хребта. В ночном бою взвод Мороховца обошёл позиции боевиков и ударил с тыла. В ближнем бою Мороховец лично уничтожил нескольких боевиков. Увидев, как враг целится в командира мотострелкового взвода 5-й роты, младшего лейтенанта Константина Ситкина, Мороховец спас жизнь сослуживцу, закрыв его своим телом.
Похоронен в родном селе.
За мужество и героизм, проявленные при выполнении воинского долга в ходе контртеррористической операции на территории Северо-Кавказского региона, Указом Президента Российской Федерации от 23 марта 2000 года гвардии младшему сержанту Мороховцу Алексею Николаевичу присвоено звание Героя Российской Федерации (посмертно). Медаль «Золотая Звезда» № 607 вручена родственникам Героя.
Этой же награды впоследствии был и удостоён спасённый Александром Мороховцом Константин Ситкин, погибший в 2000-м году во время штурма Грозного.

## Память
Именем Алексея Мороховца названа улица в селе Прасковея и установлен бюст Героя. В СОШ № 11 села Прасковея установлена мемориальная доска Алексею Мороховцу, а его имя было включено в именной список Аллеи Героям в городе Ставрополь. В память об Алексее Мороховце в учебных заведениях Будённовского района Ставропольского края проходят торжественные линейки, митинги, и другие мероприятия.